# جيف غارلين
جيف غارلين (بالإنجليزية: Jeff Garlin)‏ مواليد 5 يونيو 1962 في شيكاغو، هو ممثل أمريكي درس في جامعة ميامي.

## الأعمال

### مسلسلات
| السنة | العمل                            | الدور    |
| ----- | -------------------------------- | -------- |
| 1989  | روزان                            | فريد     |
| 1994  | بيواتش                           |          |
| 1997  | ماد أباوت يو                     | مارفين   |
| 2002  | كينغ أوف ذا هيل                  | دان      |
| 2001  | الجميع يحب رايموند               |          |
| 2005  | داك المراوغ                      |          |
| 2005  | نعم عزيزي                        | هوي      |
| 2005  | ماد تي في                        |          |
| 2005  | عائلة بلوث                       |          |
| 2007  | القانون والنظام: النية الإجرامية |          |
| 2000  | اكبح حماسك                       |          |
| 2008  | ويزردز أوف ويفرلي بليس           |          |
| 2010  | أنتوراج                          | روجر جاي |
| 2011  | كوميونتي                         |          |
| 2017  | سبونج بوب سكوير بانتس            |          |

### ألعاب فيديو
- وول-ي

## وصلات خارجية
- جيف غارلين على موقع IMDb (الإنجليزية)
- جيف غارلين على موقع ميتاكريتيك (الإنجليزية)
- جيف غارلين على موقع روتن توميتوز (الإنجليزية)
- جيف غارلين على موقع ألو سيني (الفرنسية)
- جيف غارلين على موقع ميوزك برينز (الإنجليزية)
- جيف غارلين على موقع أول موفي (الإنجليزية)
- جيف غارلين على موقع قاعدة بيانات الأفلام السويدية (السويدية)
- جيف غارلين على موقع إن إن دي بي (الإنجليزية)
- جيف غارلين على موقع ديسكوغز (الإنجليزية)
- جيف غارلين على موقع قاعدة بيانات الفيلم (الإنجليزية)

- الموقع الرسمي